# Wojciech Smarzowski
Wojciech Smarzowski, také Wojtek Smarzowski (* 18. ledna 1963 Korczyna) je polský filmový a divadelní režisér, scenárista a kameraman, rytíř Řádu Polonia Restituta.
Popularitu si získal především díky dramatickým filmům jako Svatba (2004), Temný dům (2009), Růže (2011) a Volyň (2016), ve kterých zkoumal neřesti provinčního Polska a historické vztahy mezi Poláky, Mazury (Růže) a Ukrajinci (Volyň). Získal několik cen Orzeł za najlepszą reżyserię (2005, 2010, 2012, 2017) a cenu FIPRESCI za film Klér (2018) na Mezinárodním filmovém festivalu v Transylvánii.

## Život
Jeho rodina byla v roce 1944 přesídlena z východního pohraničí (Kresů). Vyrůstal v Jedliczech, kde navštěvoval základní a střední školu. Studoval filmová studia na Jagellonské univerzitě a v roce 1986 začal studovat na katedře kinematografie Národní filmové, televizní a divadelní školy v Lodži, kterou absolvoval v roce 1990. Vzhledem ke specifickému období politické transformace a znehodnocování role filmu ve společenském životě měl Smarzowski na svá studia negativní vzpomínky. Zpočátku pracoval na dokumentech, reklamách a hudebních videoklipech. Hudební video k singlu skupiny Myslovitz „To nie byl film“ získalo v roce 1998 cenu Fryderyka.
V roce 1998 natočil Smarzowski svůj první celovečerní film Małżowina (1998). Hlavní hrdina filmu (Marcin Świetlicki) si pronajímá byt, aby v klidu napsal vlastní knihu, ale jeho izolace jeho tvůrčí inspiraci nepřeje. Film se nedostal do kin, protože Polská televize (TVP), která byla zodpovědná za jeho produkci, považovala Małżowinu za komorní televizní divadelní produkci. V roce 2000 napsal Smarzowski scénář k filmu „Sezon na leszcza“ v režii Bogusława Lindy a o rok později režíroval další televizní divadelní produkci „Kuracja“ (2001).
Jeho film Wesele (Svatba) (2004) je satirou polského venkova, kde je zorganizována nedbalá svatba za peníze zahradníka (Marian Dziędziel) pronásledovaného mafií. Film mj. získal Cenu poroty mládeže na Mezinárodním filmovém festivalu v Locarnu, Zvláštní uznání poroty na Mezinárodním filmovém festivalu v Karlových Varech a Cenu novinářů na Polském festivalu celovečerních filmů.
Za film Dom zły (Temný dům) získal Smarzowski ocenění za scénář (spolu s Łukaszem Kośmickim) a režii na Polském festivalu celovečerních filmů.
Film Róża (Růže) (2011), jehož autorem je Michał Szczerbic, je pokusem o vyrovnání se s obdobím bezprostředně po druhé světové válce. Hlavním hrdinou filmu je bývalý bojovník Varšavského povstání (Marcin Dorociński), který se stará o titulní ovdovělou Mazurku (Agata Kulesza), kterou ,pronásledují sovětští vojáci. Navzdory velkému festivalovému úspěchu v Polsku (7 polských filmových cen. včetně ceny pro Smarzowského za nejlepší režii; Grand Prix Varšavského filmového festivalu), byl film mezinárodní kritikou ignorován.
Režisér se k zkoumání polských dějin vrátil ve filmu Wołyń (2016), drastické studii příčin a důsledků volyňského masakru. Film, oceněný devít ipolskými filmovými cenami (včetně Smarzowského za režii), vyvolal polarizované reakce.
Smarzowského další dva celovečerní filmy představovaly návrat do současné éry. Klér (2018) o třech katolických kněžích (Jakubik, Więckiewicz, Jacek Braciak), kteří porušovali morálku, přispěl k soudobé debatě o pedofiliních skandálech a proticírkevních protestech. Svatba (2021) – drastičtější variace Smarzowského filmu z roku 2004 – se setkala s negativním ohlasem.